# Palazzo Valguarnera-Gangi

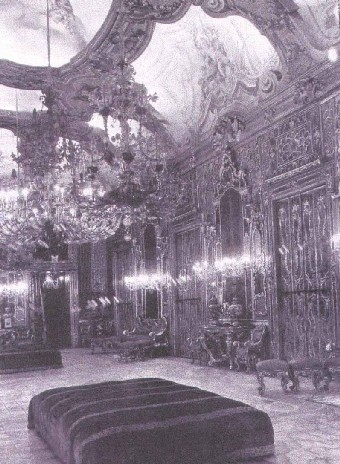
La Galleria degli Specchi del Palazzo

Il Palazzo Valguarnera-Gangi è un palazzo settecentesco di Palermo.

## Storia
Situato nei pressi della Galleria d'Arte Moderna "Sant'Anna", in un quartiere ricco di maestose residenze nobiliari, deve il suo aspetto attuale ai lavori intrapresi nel XVIII secolo dalla famiglia Valguarnera, nella persona del Principe Pietro di Valguarnera. 
La vicenda del palazzo va letta congiuntamente all'edificazione della monumentale villa Valguarnera di Bagheria ad opera di Tommaso Maria Napoli, come celebrazione della casata all'apice della sua ascesa economica, politica e sociale: infatti con il matrimonio avvenuto a metà Settecento tra Pietro di Valguarnera con la nipote Marianna, erede dei titoli e del patrimonio paterno, si ebbe l'unione dei patrimoni familiari. Forti di tanta ricchezza, i Valguarnera lasceranno in loro memoria due dei monumenti più splendidi dell'architettura siciliana del tempo, nonché simbolo di un'intera epoca giunta inevitabilmente al suo tramonto. Il progetto fu quello di far confluire diverse dimore della città di Palermo in un unico palazzo di ben otto mila metri quadri.
Per la vastità dell'impianto architettonico, per la qualità e la ricchezza degli apparati decorativi, nonché per il fatto di essere arrivato alle soglie del XXI secolo praticamente integro, palazzo Valguarnera non solo costituisce un unicum nel panorama siciliano, ma anche un momento altissimo del rococò italiano. Soprattutto vanno ricordati i due interventi settecenteschi dovuti al genio dell'architetto trapanese Andrea Gigante: lo scalone monumentale ornato dalle statue marmoree del Marabitti e la Galleria traforata di influenza bibienesca che colloca l'intervento palermitano in un quadro culturale di respiro internazionale, seppure del tutto originale e squisitamente siciliano.
Tutto ciò si deve non solo alla qualità indiscussa degli interventi artistici e architettonici che hanno investito i protagonisti della cultura siciliana del tempo, ma anche alla singolare vicenda familiare che ha accompagnato la storia del palazzo il quale ancora oggi è di proprietà dei discendenti diretti di Pietro e Marianna Valguarnera, coloro che lo edificarono tre secoli fa; e proprio a loro si deve un attento e meritevole lavoro di restauro dell'intero complesso monumentale.
Nel 1820 la principessa Giovanna Valguarnera, trovatasi ultima erede del casato Valguarnera, sposò Giuseppe Mantegna principe di Gangi portando in dote la dimora di famiglia. Sempre in questi anni il Palazzo fu vittima di una lunga serie di danni ambientali e crisi monetarie la cui risoluzione arrivò con il matrimonio della principessa. Il nuovo proprietario, Giuseppe Mantegna, decise dunque di intraprendere una massiccia ristrutturazione ed è a queste modifiche che si deve lo stile sfarzoso che molto ricorda la moda Luigi XVI.
Dama bellissima e di altissimo lignaggio fu la Principessa Giulia Mantegna di Gangi, nata Alliata e Notarbartolo dei Principi di Montereale che insieme alla sorella Annina Alliata di Montereale, prima moglie di Vincenzo Florio jr, fu una delle donne più in vista nella Palermo di fin-de-siècle. Di lei rimangono numerosi ritratti e immagini d'epoca: attraverso il suo sguardo e la sua altera eleganza sembra trapassare un'epoca. Nata all'indomani dell'unità d'Italia, vivrà abbastanza a lungo per vedere anche il nascere della Repubblica e con essa il primo dopoguerra. La fine di un'epoca e l'inizio di uno dei periodi più buii della storia recente della Sicilia, conosciuti come il "Sacco di Palermo". Anche Palazzo Gangi segue l'inevitabile declino. Solo recentemente, dopo un paziente restauro, il palazzo è tornato al suo splendore. Va ricordato infatti che esso ospitò principi e teste coronate di tutta Europa: sopra tutti, memorabile è il pranzo dato in onore di Edoardo VII d'Inghilterra e della consorte Alessandra in visita a Palermo nel 1907.
Attualmente la proprietà del palazzo è dei principi Vanni Mantegna di San Vincenzo, subentrati nel 1995 per trasmissione ereditaria.

### La costruzione del palazzo e la struttura
I lavori grazie ai quali Palazzo Valguarnera è diventato ciò che è oggi si protrassero per oltre tre decadi (dal 1757 al 1792), e oltre al Gigante coinvolsero diversi architetti, decoratori e figure di spicco dell'arte di quel periodo. Gli apparati decorativi dei saloni si devono alle numerose collaborazioni con gli artisti più in voga dell'epoca, tra cui: l'Interguglielmi, il Serenario, il Fumagalli, il Velasco e il Marabitti, affiancati dai migliori pittori ornatisti, stuccatori, intagliatori, indoratori, e mobilieri. Ciò nonostante è al genio di Andrea Gigante che si devono le opere di maggior importanza, come ad esempio la maestosa sala da ballo, detto anche Salone Giallo, per la seta gialla di Lampasso che riveste le pareti ed il mobilio. Qui la caratteristica è una struttura architettonica unica e squisitamente barocca, detta 'volta traforata', pensata per creare effetti straordinari quando venivano accesi i grandi lampadari a candele in vetro di Murano (quello centrale ha ben 102 bracci). Il Salone Giallo, è stato decorato da Gaspare Serenario nel 1754 con l'opera “Trionfo delle virtù necessarie al principe”. Il gusto con cui è decorata specialmente questa sala ricorda molto lo stile di Versailles e della Reggia di Caserta. Tra i capolavori di rococò presenti nel palazzo vi è la Galleria degli Specchi, ovvero quattro grandi specchiere in oro zecchino che accentuano il doppio soffitto ligneo traforato. Sul fronte del palazzo che dà su piazza Sant’Anna, si trova un suggestivo giardino pensile e sulla parte inferiore di questo fronte vi era il piccolissimo teatro Sant’Anna. Tra le sale più apprezzate e di maggior valore artistico troviamo il Salone d’onore, il cui soffitto riporta un affresco di Elia Interguglielmi, ultimato nel 1792, che rappresenta la “Gloria del principe virtuoso”.

## Il palazzo nella letteratura e nel cinema

### Nel romanzoLa lunga vita di Marianna Ucrìa
Il costruttore del palazzo sposò intorno al 1748 la nipote Marianna, figlia ed erede di Francesco Saverio principe di Valguarnera, protagonista del romanzo di Dacia Maraini La lunga vita di Marianna Ucrìa del 1990.

### Il palazzo set del filmIl Gattopardo
Dalla magnificenza di Palazzo Valguarnera-Gangi trasse ispirazione Luchino Visconti per l'ambientazione del ballo nel film, tratto dall'omonimo romanzo, Il Gattopardo del 1963.
Anche se il regista non operò qui le profonde trasformazioni della Villa Boscogrande, interamente ristrutturata e stravolta per le esigenze del film, molti furono i mutamenti ed i ritocchi atti a rendere storicamente accettabile l'augusta dimora. Per prima cosa vennero rimossi gli oggetti ritenuti anacronistici, per esempio il termosifone nei pressi della camera da bagno degli uomini; in un secondo momento vennero aggiunti molti oggetti per il gusto ossessivo di Visconti d'utilizzare il Palazzo non soltanto per lo spazio scenico, ma anche come “miniera” scenografica. In tal senso, tra la nobiltà e l'alta borghesia palermitane, s'aprì una caccia all'oggetto antico riferibile all'epoca d'ambientazione del film, e cioè l'età risorgimentale.
Altri ornamenti e statue vennero portati dal piano superiore a quello della sala e, addirittura, fu selezionata una statuetta appartenente ad un trittico collocato al secondo piano e separata dal gruppo originario. 
Palazzo Valguarnera-Gangi è stato la location di una delle scene più celebri del film di Visconti: quella del ballo. Per creare la scena cult, considerata una pietra miliare della storia del cinema italiano, il regista decide di usare oltre 10 mila candele.
Il palazzo copre una superficie di 8000 m².